# Hans Steinberg
Hans H. Steinberg (ur. w 1950 roku) – niemiecki aktor filmowy, telewizyjny i teatralny, najbardziej znany z roli generała Karla Kollera w nominowanym do Oscara dramacie wojennym Upadek. Oprócz tego ma na swoim koncie kilka udziałów w filmach i telewizji. Występował m.in. w operze mydlanej Marienhof. W latach 1983–1987 pracował w teatrze w Monachium.